# Rörmyrtjärnen, Medelpad
Rörmyrtjärnen är en sjö i Ånge kommun i Medelpad och ingår i Ljungans huvudavrinningsområde.